# Meian
Meian est une maison d'édition française créée en 2017 et spécialisée dans l'édition de mangas et de manhwas.

## Historique
Les éditions Meian sont créées en 2017 en tant que label d'IDP Home Video. Le premier manga de l'éditeur, Egregor, est l'adaptation d'un roman du français Jay Skwar par Harumo Sanazaki au scénario et Kaya Tachibana au dessin,.
En mai 2018, après des négociations avec VIZ Media Europe, filiale de Shūeisha, entamées en août 2017[source insuffisante], Meian annonce l'acquisition des droits de Kingdom, manga à succès comptant alors plus de cinquante tomes,. L'éditeur s'associe avec la communauté de scanslation de la série en français, « Kingudamu.net », afin d'être en mesure de proposer la sortie de deux tomes par mois et propose une formule d'abonnement permettant de recevoir les mangas à domicile accompagnés de produits dérivés.
Fin juin 2019, Meian annonce la parution du manga Jormungand dont les deux premiers tomes sortent le 6 août 2019.
En juin 2020, Meian débute la publication de Kono subarashii sekai ni shukufuku o!, scénarisée par Natsume Akatsuki et dessinée par Masahito Watari, sous le titre Konosuba : Sois béni monde merveilleux !, de Tombée du ciel de Suu Minazuki et annonce la création de la collection « Daitan ! » consacrée à des œuvres « décalées, sensibles, osées ou encore subversives » inaugurée par le manga Pinsaro Sniper de Koji Tabe, puis la parution du thriller horrifique Gannibal de Masaaki Ninomiya ayant pour thème l'anthropophagie pour juillet.
Fin avril, Meian annonce l'arrivée de Kengan Ashura dans sa collection « shônen » avec les quatre premiers tomes prévus pour le 2 juin 2021.
En août, la maison d'édition inaugure sa collection « Yuri »  avec l'annonce de la publication de 5 Seconds Before a Witch Falls in Love.
Le 13 avril 2023, Meian débute le développement de sa branche dédiée aux light novels avec la sortie des deux premiers tomes de Konosuba : Sois béni monde merveilleux !.

## Mangas publiés
Dernière mise à jour : avril 2024.

## Light Novels publiés
Dernière mise à jour : juillet 2023.